# پاتریک ماگرودر
پاتریک ماگرودر (به انگلیسی: Patrick Magruder) (تولد ۱۷۶۸–۲۴ دسامبر ۱۸۱۹) دومین کتابدار کتابخانه ملی کنگره آمریکا بود. وی از سال ۱۸۰۷ تا ۱۸۱۵ عهده‌دار این سمت بود.